# Rolf Wetzel
Rolf Wetzel (* 5. Januar 1921 in Chemnitz) ist ein ehemaliger deutscher Politiker (SED) und Präsident der Deutschen Notenbank der DDR.

## Leben
Wetzel absolvierte nach dem Besuch der Volksschule eine Lehre zum Versicherungskaufmann. Er trat bei Kriegsausbruch am 1. September 1939 der NSDAP bei. Nach 1945 wurde er Mitglied der SED und schloss ein Studium als Diplomökonom ab. 1950 fungierte er als Leiter der Versicherungsanstalt Dresden, dann als Leiter des Deutschen Aufsichtsamtes für das Versicherungswesen und 1952/1953 als Hauptdirektor der Deutschen Versicherungsanstalt der DDR. Von 1953 bis 1957 war er Mitarbeiter der Abteilung Planung und Finanzen beim ZK der SED. Von 1957 bis 1961 war er Hauptabteilungsleiter im Ministerium der Finanzen und 1961 stellvertretender Finanzminister der DDR. Im November 1961 wurde er als Nachfolger des verstorbenen Martin Schmidt Präsident der Deutschen Notenbank. Im Oktober 1962 stieg er zum Mitglied des Ministerrates der DDR auf. Seine Vereidigung als Minister erfolgte am 26. November 1962. Nach der Gründung der Internationalen Bank für Wirtschaftliche Zusammenarbeit des Rates für Gegenseitige Wirtschaftshilfe (RGW) im Oktober 1963 wurde Wetzel zum Vertreter der DDR bei der RGW-Bank in Moskau berufen. Nach Konflikten mit dem Ministerium der Finanzen der DDR wurde er im Juni 1964 als Präsident der Deutschen Notenbank und Mitglied des Ministerrates abgelöst und als Generaldirektor der Deutschen Außenhandels- und Rückversicherungs-AG der DDR (DARAG) eingesetzt.

## Auszeichnungen
- Vaterländischer Verdienstorden in Bronze (1971 und 1975) und in Silber (1979)